# Карвахаль, Ана Луиса
Ана Луиса Карвахаль Гамонеда (исп. Ana Luisa Carvajal Gamoneda; род. 9 марта 1962) — кубинская шахматистка, международный мастер (1978) среди женщин.

## Биография
В 1978 году Ана Луиса Карвахаль заняла второе место в зональном турнире первенства мира по шахматам среди женщин за своей соотечественницей Аселой Де Армас Перес и получила право участвовать в межзональном турнире, а также была удостоена ФИДЕ звания международного мастера среди женщин (WIM). В 1979 году в Рио-де-Жанейро участвовала в межзональном турнире по шахматам, в котором заняла 17-е место.